# Paradela (Toques)
Paradela (llamada oficialmente San Paio de Paradela) es una parroquia y un lugar español del municipio de Toques, en la provincia de La Coruña, Galicia.

## Entidades de población
Entidades de población que forman parte de la parroquia:
- Buxán
- Castelo
- Castro de Lobos
- Eirixe
- Fondevila
- Insua
- Montelén
- Moruxosa (A Muruxosa)
- Paradela
- Pazos
- Prados
- Vaamonde (Baamonde)
- Vilares
- Outeiro (O Outeiro)
- Piñeiro

## Demografía

### Parroquia
| Gráfica de evolución demográfica de Paradela (parroquia) entre 2000 y 2019 |
|                                                                            |
| Datos según el nomenclátor publicado por el INE.                           |

### Lugar
| Gráfica de evolución demográfica de Paradela (Lugar) entre 2000 y 2019 |
|                                                                        |
| Datos según el nomenclátor publicado por el INE.                       |